# UTC+8
| Süd-Sommer-/Nord-NormalzeitSeegebiet | Nord-Sommer-/Süd-NormalzeitStandardzeit ganzjährig |

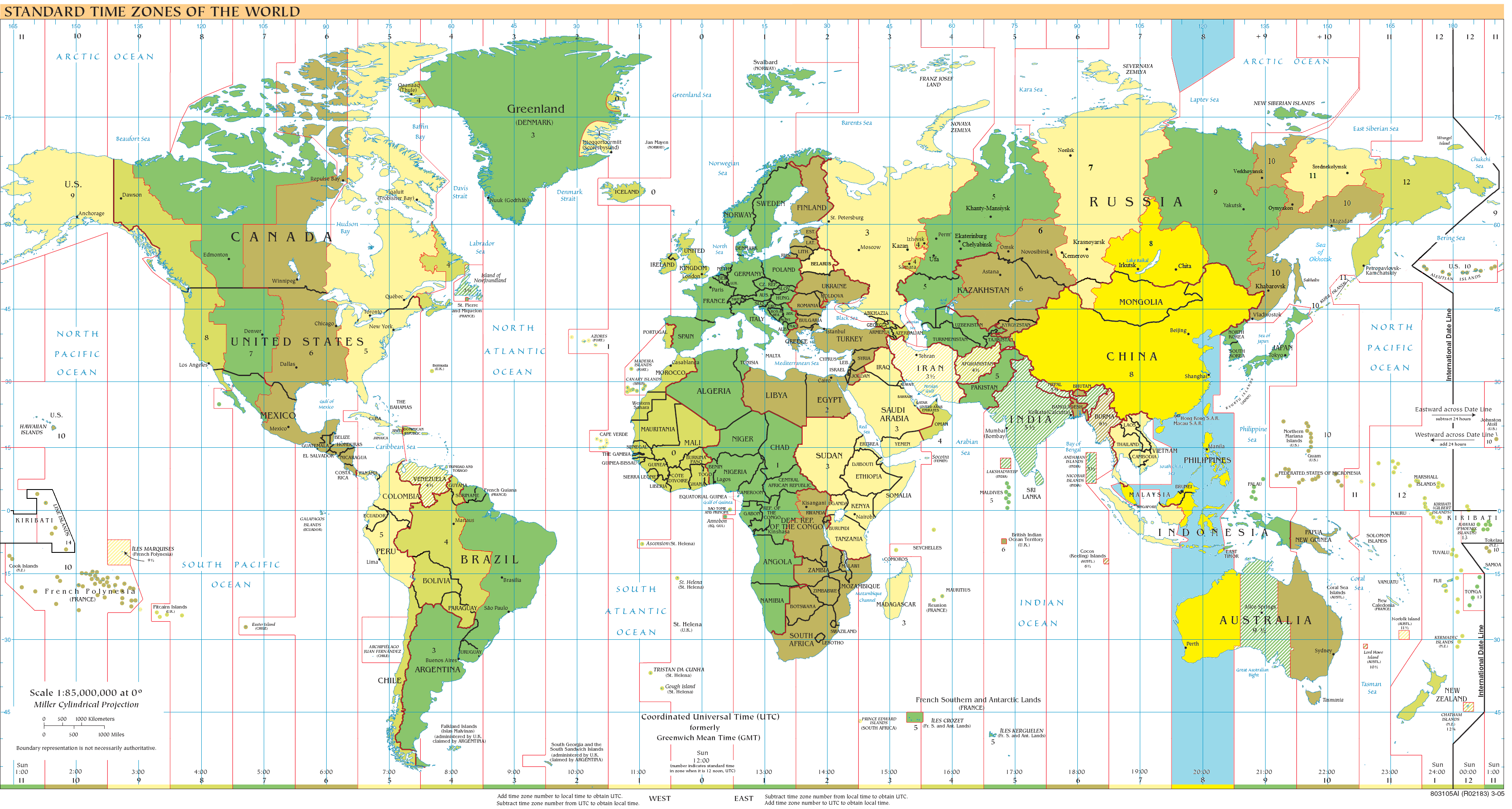
UTC+8

UTC+8 ist eine Zonenzeit, die den Längenhalbkreis 120° Ost als Bezugsmeridian hat. Auf Uhren mit dieser Zonenzeit ist es acht Stunden später als die koordinierte Weltzeit und sieben Stunden später als die MEZ.

## ASEAN Common Time
Damit zwischen den Mitgliedstaaten der ASEAN keine Zeitunterschiede mehr bestehen, wird über die Einführung der ASEAN Common Time (ACT, übersetzt etwa allgemeine/gemeinsame ASEAN-Zeit) nachgedacht. Zum Teil wird sie bereits von Unternehmen der Region genutzt. Aktuell werden die Zeitzonen UTC+6:30, UTC+7, UTC+8 und UTC+9 genutzt.
- Indonesien UTC+7, UTC+8, UTC+9
- Brunei, Malaysia, Philippinen, Singapur: UTC+8
- Kambodscha, Laos, Thailand, Vietnam: UTC+7
- Myanmar: UTC+6:30

Beobachterstatus
- Osttimor UTC+9
- Papua-Neuguinea UTC+10

ASEAN Plus Three:
- VR China: UTC+8
- Japan, Südkorea: UTC+9

## Chungyuan-Standardzeit
Die Chungyuan-Standardzeit (CST) (englisch Chungyuan Standard Time) (chin. 中原標準時區), oft auch Central Standard Time genannt, war eine der fünf Zeitzonen Chinas, die gegenüber der Koordinierten Weltzeit (UTC) acht Stunden vorausgestellt ist. Im Jahr 1949 führte jedoch die Volksrepublik die China-Standardzeit (CNST) ein, und somit einheitlich UTC+8.
- VR China

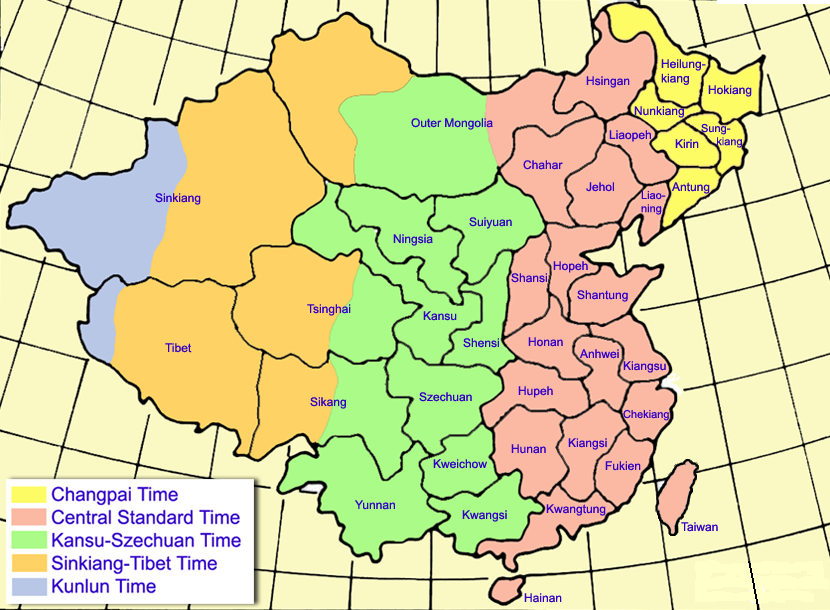
Zeitzonen in China (1912–1949)

  - Teile des heutigen Autonomiegebietes Innere Mongolei: die ehemaligen Provinzen Xing’an, Liaobei und Chahar sowie die Provinzen Hebei, Liaoning, Shandong, Shanxi, Anhui, Jiangsu, Zhejiang, Hubei, Hunan, Jiangxi, Fujian, Guangdong und Hainan
- Taiwan, Hongkong (Hong Kong Standard Time, HKT), Macau (Macau Standard Time)

- Die Volksrepublik China benutzte die Zeit nur bis 1949. Danach wurde die China-Standardzeit eingeführt.

## Australian Western Standard Time (AWST)
Im Westen Australiens wurde zwischen 2006 und 2009 versuchsweise die Sommerzeit eingeführt. Zur Sommerzeit galt in West-Australien UTC+9. Im Jahr 2009 wurde nicht mehr auf Sommerzeit umgestellt.

## Geltungsbereich

### Ganzjährig
- Australien
  -  Western Australia
- Brunei
- Volksrepublik China
- Hongkong
- Indonesien
  - in den Provinzen Bali, Gorontalo, Kalimantan Selatan, Kalimantan Timur, Kalimantan Utara, Nusa Tenggara Barat, Nusa Tenggara Timur, Sulawesi Barat, Sulawesi Selatan, Sulawesi Tengah, Sulawesi Tenggara und Sulawesi Utara
- Macau
- Malaysia
- Mongolei (ausgenommen die Aimags Bajan-Ölgii, Chowd und Uws)
- Philippinen
- Russland
  -  Oblast Irkutsk
  -  Republik Burjatien
- Singapur
- Taiwan